# M1877 107mmカノン砲

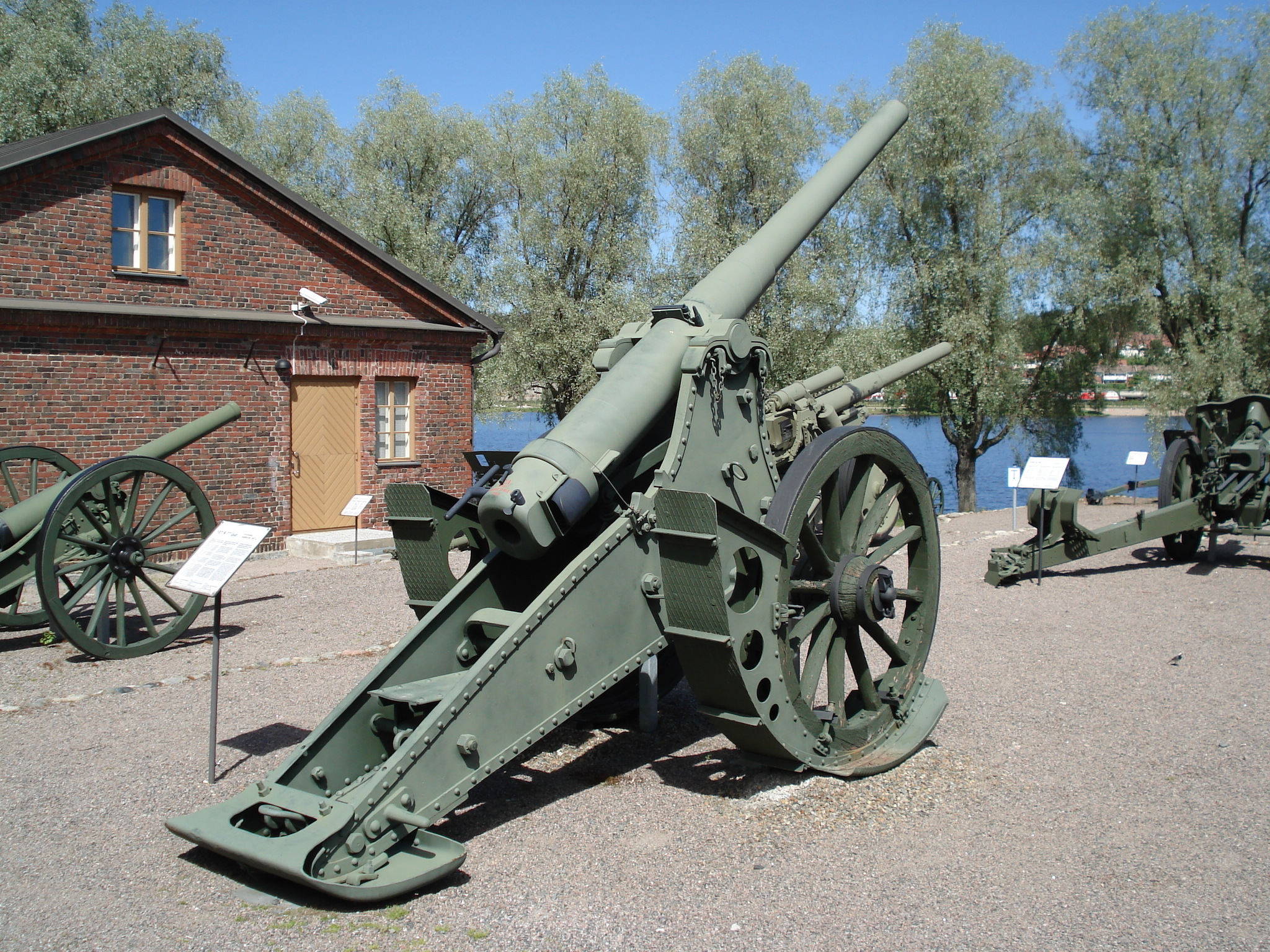
M1877 107mmカノン砲

M1877 107mmカノン砲（ロシア語：42-линейная пушка образца 1877 года）とは、1877年にロシア帝国が制式採用した口径107mmのカノン砲である。линейнаяとは、0.1インチを表す単位である。

## 概要
M1877カノン砲はもともとドイツ帝国のクルップ社が開発した砲である。当初は105mm砲弾を使用することを前提に開発されており、ロシア帝国軍将校団を招いて行われた120mm砲との競合試験の結果、将校団は105mm砲仕様の砲をロシア伝統の107mm砲弾を使用可能なように改修した上で発注することに決定した。
当初はクルップ社が生産していたが後にはロシア帝国で生産されるようになり、1903年まで生産は続けられた。

## スペック
- 口径：106.7mm
- 全長：m（牽引時）
- 全幅：m
- 重量：445kg
- 砲身長：2,561mm（24口径）
- 仰俯角：-°~+°
- 左右旋回角：0°
- 運用要員：名
- 発射速度：発/分（最大）
- 射程：8,300m
- 生産期間：年~1903年
- 生産総数：門